# Brian Cabral
Kealilhaaheo Brian David Cabral (más conocido como Brian Cabral, Fort Benning, 23 de junio de 1956) es un exjugador y director técnico suplente estadounidense de fútbol americano que ocupaba la posición de linebacker en la Liga Nacional de Fútbol (del inglés: National Football League). Además, jugó fútbol americano universitario en la Universidad de Colorado, siendo reclutado por los Atlanta Falcons en el Draft de la NFL de 1978; jugó también para los Green Bay Packers y Chicago Bears, con el que alcanzó el Super Bowl en 1985.

## Estadísticas en temporada regular
|              |      |    |            |        |        |   |     |           | Recepciones | Recepciones | Recepciones | Recepciones | Devoluciones | Devoluciones | Devoluciones | Devoluciones | Sacks y Tackles | Sacks y Tackles | Sacks y Tackles |
| Rk           | Año  | #  | Fecha      | Edad   | Equipo |   | Op  | Resultado | Rec         | Yds         | Y/R         | TD          | Rt           | Yds          | Y/Rt         | TD           | Sk              | Tkl             | Ast             |
| ------------ | ---- | -- | ---------- | ------ | ------ | - | --- | --------- | ----------- | ----------- | ----------- | ----------- | ------------ | ------------ | ------------ | ------------ | --------------- | --------------- | --------------- |
| 1            | 1983 | 3  | 18-09-1983 | 27-087 | CHI    | @ | NOR | P 31-34   | 0           | 0           |             | 0           | 0            | 0            |              | 0            | 1.0             | 0               | 0               |
| 2            | 1983 | 9  | 30-10-1983 | 27-129 | CHI    |   | DET | P 17-38   | 0           | 0           |             | 0           | 1            | 5            | 5.00         | 0            | 0.0             | 0               | 0               |
| 3            | 1983 | 16 | 18-12-1983 | 27-178 | CHI    |   | GNB | G 23-21   | 0           | 0           |             | 0           | 1            | 6            | 6.00         | 0            | 0.0             | 0               | 0               |
|              |      |    |            |        |        |   |     |           | Recepciones | Recepciones | Recepciones | Recepciones | Devoluciones | Devoluciones | Devoluciones | Devoluciones | Sacks y Tackles | Sacks y Tackles | Sacks y Tackles |
| Rk           | Año  | #  | Fecha      | Edad   | Equipo |   | Op  | Resultado | Rec         | Yds         | Y/R         | TD          | Rt           | Yds          | Y/Rt         | TD           | Sk              | Tkl             | Ast             |
| 4            | 1984 | 12 | 18-11-1984 | 28-148 | CHI    |   | DET | G 16-14   | 1           | 7           | 7.00        | 0           | 0            | 0            |              | 0            | 0.0             | 0               | 0               |
|              |      |    | 4 juegos   |        |        |   |     |           | 1           | 7           | 7.00        | 0           | 2            | 11           | 5.50         | 0            | 1.0             | 0               | 0               |
| Notas: 1. 2. |      |    |            |        |        |   |     |           |             |             |             |             |              |              |              |              |                 |                 |                 |